# Рибейро Пинто Нето, Луис
Луи́с Рибейро Пинто Нето (порт.-браз. Luís Ribeiro Pinto Neto; 16 ноября 1946, Арковерди, Пернамбуку — 11 февраля 2022, Ресифи), более известный как Лула (порт.-браз. Lula) — бразильский футболист, левый нападающий.

## Карьера
Лула родился в Арковерди, но уже в возрасте 4 лет с семьёй переехал в Натал. Семья была многодетной — у него было 11 братьев и сестёр. Он начал игровую карьеру в любительских мини-футбольных командах. В большом футболе карьера Лулы стартовала в 1963 году в местном клубе «Ферровиария», куда его привёл отец, работник Северо-восточной железнодорожной компании. Оттуда он перешёл в АБС, где стал играть за основной состав команды. После этого нападающий возвратился в «Ферровиарию». В 1965 году, благодаря работе скаута клуба «Флуминенсе» Амоизио Менезеса, Лула перешёл в эту команду. Он дебютировал в составе клуба 10 мая в матче турнира Рио-Сан-Паулу с «Сан-Паулу» (3:3). В 1966 году Лула выиграл с командой Кубок Гуанабара. В середине 1967 года Лула на правах аренды ушёл в «Палмейраса». Причиной ухода стала драка футболиста с директором «Флуминенсе», недовольный невыполненной договорённостью о оплате железнодорожных билетов. 2 августа он дебютировал в составе команды в матче с «Ферровиарией» (2:1) в чемпионате штата. 13 августа футболист забил первый мяч за клуб, поразив ворота «Америки» (2:1). Также Лула сыграл пять матчей в розыгрыше Чаши Бразилии, в котором его команда одержала победу. Всего за клуб он провёл 17 матчей и забил 3 гола, по другим данным 16 матчей. В конце 1967 года Лула возвратился во «Флуминенсе», при этом страдая от тяжёлой травмы. Годом позже он стал с командой победителем чемпионата штата Рио-де-Жанейро, став вторым бомбардиром команды с шестью голами. Через год футболист отпраздновал победу в Кубке Роберто Гомеса Педрозы, забив в розыгрыше пять голов, а затем выиграл ещё два титула чемпиона штата. Всего за клуб он провёл 381 матч и забил 98 голов, по другим данным 376 игр и 102 гола.
В 1974 году Лула перешёл в клуб «Интернасьонал», будучи приглашённым главным тренером команды Рубенсом Минелли. Сумма трансфера составила 1 млн крузейро, а заработная плата футболиста — 18 тысяч крузейро в месяц. Причиной ухода из «Флуминенсе» стал конфликт с руководством клуба, произошедший из-за публичной критики Лулой главного тренера команды Дуке. Из-за чего футболист даже был оштрафован. В дебютной игре Лулы 24 марта «Интер» победил «Гремио» со счётом 2:1, а сам нападающий стал одним из лучших игроков на поле. 20 апреля того же года он забил первый мяч за клуб, поразив ворота «Деспортивы» (3:0). В этом же сезоне команда выиграла титул чемпиона штата Риу-Гранди-ду-Сул. А годом позже «Интер» впервые вышел в финал чемпиона страны. При этом в полуфинале команде противостоял бывший клуб Лулы, «Флуминенсе». Форвард забил первый гол в противостоянии, в котором «Интернасьонал» оказался сильнее. А в финальной игре он победил «Крузейро» со счётом 1:0. Годом позже клуб повторил это достижение. В том же сезоне «Интернасьонал» впервые принял участие в Кубке Либертадорес. А Лула забил первый гол в истории клуба в этом соревновании, поразив ворота «Крузейро» (4:5). Однако также в том же сезоне Лула стал тем игроком, кто поспособствовал увольнению Минелли с поста главного тренера. Руководитель клуба Фредерико Арналдо Баллве собрал игроков в раздевалке и спросил: «Кто недоволен работой тренера?» Лула поднял руку один, но Баллве сказал со смехом: «Не ты, Лула, ты жалуешься даже на свою мать». После этого футболисты расслабились и уже откровенно поговорили о Минелли. Вскоре он был уволен. Лула выступал за «Интер» до 1977 года, проведя 182 матча и забив 59 голов. Последнюю встречу за клуб форвард провёл 14 августа против «Гремио». Причиной ухода стали частые заболевание жены футболиста, которой не подходил климат Порту-Алегри.
Завершил карьеру Лула в клубе «Спорт Ресифи», где выступал с сентября 1977 по 1980 год. С клубом он в первый год выиграл титул чемпиона штата Пернамбуку. В марте 1978 года Лула подвергся нападению в баре, в него стреляли из револьвера. Пули попали в ногу и живот. Ему была проведена операция на кишечнике, наиболее пострадавшему от выстрела. Лула смог восстановиться к октябрю. Но после нескольких матчей он стал чувствовать боль в ноге, куда пришёлся ещё один выстрел. И тогда футболист решил завершить карьеру. После этого он стал работать тренером, в частности трудился в молодежном составе «Флуминенсе». Далее работал с основным составом «Флуминенсе», клубами «Бонсусессо» и «Порту-Алегри» из Итаперуны. С 1989 по 2014 год Лула трудился в Саудовской Аравии. Он скончался в возрасте 75 лет из-за остановки сердца.

## Международная статистика
| Матчи Лулы за сборную Бразилии | Матчи Лулы за сборную Бразилии | Матчи Лулы за сборную Бразилии | Матчи Лулы за сборную Бразилии | Матчи Лулы за сборную Бразилии | Матчи Лулы за сборную Бразилии | Матчи Лулы за сборную Бразилии |
| ------------------------------ | ------------------------------ | ------------------------------ | ------------------------------ | ------------------------------ | ------------------------------ | ------------------------------ |
| №                              | Дата                           | Место проведения               | Оппонент                       | Счёт                           | Голы                           | Турнир                         |
| 1                              | 31 июля 1971                   | Буэнос-Айрес                   | Аргентина                      | 2:2                            | —                              | Кубок Рока                     |
| 2                              | 21 февраля 1976                | Бразилиа                       | сборная города Бразилиа        | 1:0                            | —                              | Товарищеский матч              |
| 3                              | 25 февраля 1976                | Монтевидео                     | Уругвай                        | 2:1                            | —                              | Кубок Атлантики                |
| 4                              | 27 февраля 1976                | Буэнос-Айрес                   | Аргентина                      | 2:1                            | 1                              | Кубок Атлантики                |
| 5                              | 28 апреля 1976                 | Рио-де-Жанейро                 | Уругвай                        | 2:1                            | —                              | Кубок Атлантики                |
| 6                              | 19 мая 1976                    | Рио-де-Жанейро                 | Аргентина                      | 2:0                            | 1                              | Кубок Атлантики                |
| 7                              | 23 мая 1976                    | Лос-Анджелес                   | Англия                         | 1:0                            | —                              | Кубок двухсотлетия США         |
| 8                              | 28 мая 1976                    | Сиэттл                         | сборная NASL                   | 2:0                            | —                              | Кубок двухсотлетия США         |
| 9                              | 31 мая 1976                    | Нью-Хейвен                     | Италия                         | 4:1                            | —                              | Кубок двухсотлетия США         |
| 10                             | 23 января 1977                 | Сан-Паулу                      | Болгария                       | 1:0                            | —                              | Товарищеский матч              |
| 11                             | 25 января 1977                 | Сан-Паулу                      | сборная штата Сан-Паулу        | 2:0                            | —                              | Товарищеский матч              |
| 12                             | 30 января 1977                 | Рио-де-Жанейро                 | сборная Фламенго/Флуминенсе    | 1:1                            | —                              | Товарищеский матч              |
| 13                             | 6 февраля 1977                 | Богота                         | Мильонариос                    | 2:0                            | —                              | Товарищеский матч              |

## Достижения

### Командные
- Обладатель Кубка Гуанабара: 1966, 1969, 1971
- Обладатель Чаши Бразилии: 1967
- Чемпион штата Рио-де-Жанейро: 1969, 1971, 1973
- Обладатель Кубка Роберто Гомеса Педрозы: 1970
- Обладатель Кубка Рока: 1971 , 1976
- Обладатель Кубка Независимости Бразилии: 1972
- Чемпион штата Риу-Гранди-ду-Сул: 1974, 1975, 1976
- Чемпион Бразилии: 1975, 1976
- Обладатель Кубка Атлантики: 1976
- Чемпион штата Пернамбуку: 1977

### Личные
- Обладатель Серебряного мяча Бразилии: 1974, 1976